# Melanophryniscus cupreuscapularis
Melanophryniscus cupreuscapularis es una especie de anfibios de la familia Bufonidae.
Es endémica del noroeste de la provincia de Corrientes (Argentina), entre los 50 y los 70 m s. n. m.
Su hábitat natural incluye zonas de arbustos, praderas inundadas en algunas estaciones y a baja altitud y marismas intermitentes de agua dulce.